# Ghez-Gruppe
Mit Ghez-Gruppe (italienisch Sottogruppo del Ghez) wird eine Untergruppe der Brentagruppe in den Südlichen Kalkalpen bezeichnet. Namensgebend und höchster Gipfel der Berggruppe ist die Cima di Ghez mit 2713 m s.l.m.

## Geographie

### Lage und Abgrenzung
Die Ghez-Gruppe bildet den südöstlichen Ausläufer der Brenta und grenzt das mittlere und untere D’Ambiez-Tal auf der Ostseite ein, während es auf seiner Westseite von der D’Ambiéz-Kette begrenzt wird. Im Norden wird die Gruppe vom Val Noghera und vom Val di Ceda mit der nordöstlich angrenzenden Monte-Daino-Gruppe eingegrenzt, im Südosten vom Val di Molveno. Die Gruppe schließt im Nordwesten an der Scharte Forcoletta di Noghera (2423 m) an die südöstlichen Ausläufer des Tosa-Massivs an, und läuft im Südosten im Banale in den Äußeren Judikarien vor den Toren der Ortschaft San Lorenzo in Banale aus.

### Aufbau
Der lange, schmale Kamm steigt zunächst von der Forcoletta di Noghera in südöstlicher Richtung zum Dos di Dalun auf, bevor der Kamm zum Dalun-Tal absteigt umrundet und erneut zum höchsten Punkt der Gruppe, der Cima di Ghez, aufsteigt. Von dort setzt sich der Kamm stetig an Höhe verlierend bis nach San Lorenzo in Banale fort. Zwei weitere kleinere Kämme zweigen vom Hauptkamm nach Osten ab. Der erste am Dos di Dalun und der zweite an der Cima di Ghez. Letztere bildet den sogenannten Rossati und dem Monte Dion eine kleinere, westlich des Molveno-Sees gelegene Untergruppe. Die Ghez-Gruppe besitzt zwei steile und schroffe Flanken, die im Südwesten zum Val d’Ambiéz und im Nordosten zum Val di Ceda abfallen. Lediglich die mit Gras bewachsene Südostseite zum Val Dore besitzt weniger schroff abfallende Hänge. Letztere sind Habitat einer reichhaltigen Flora.

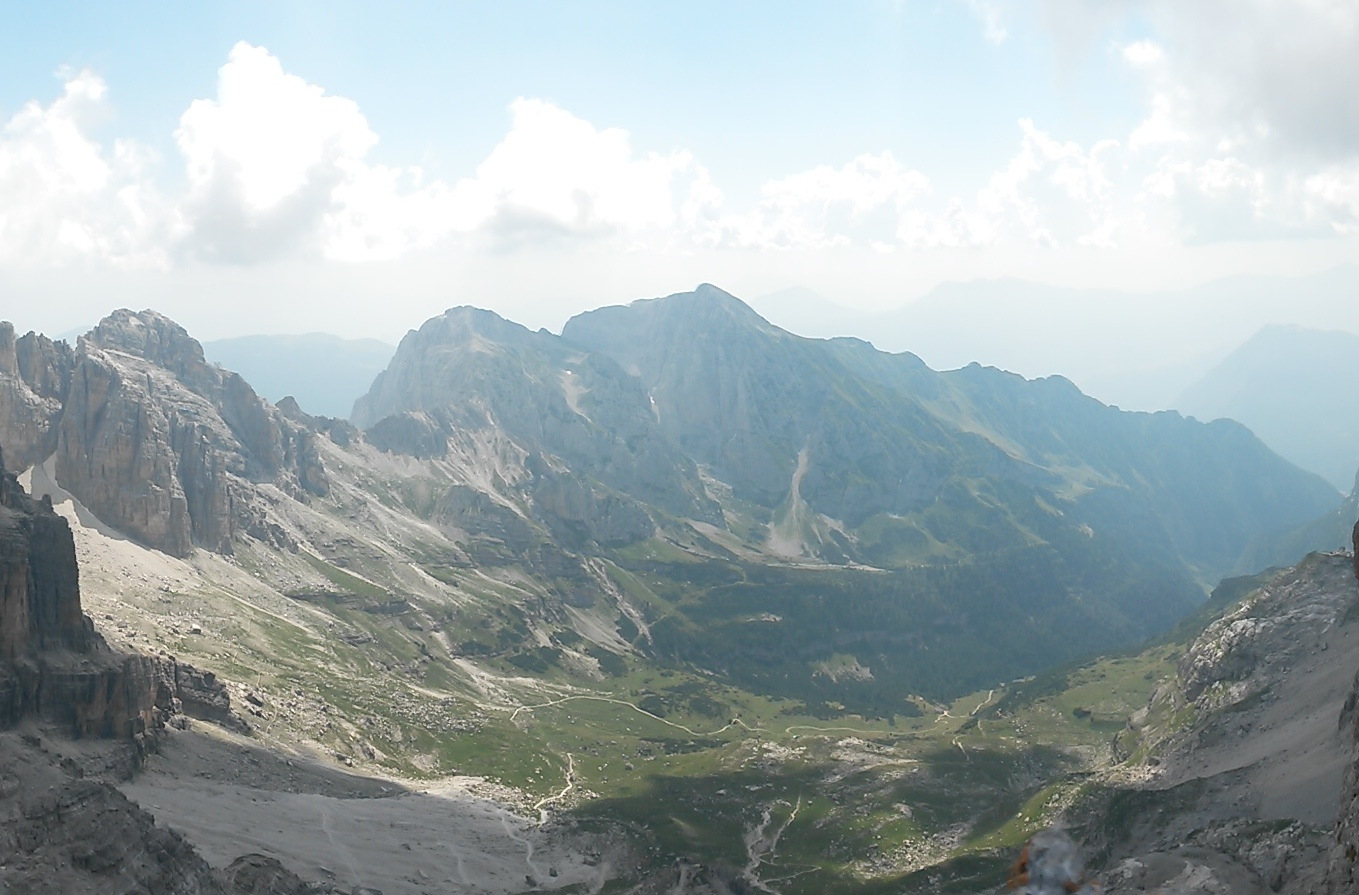
Das Val d’Ambiez mit der Ghez-Gruppe
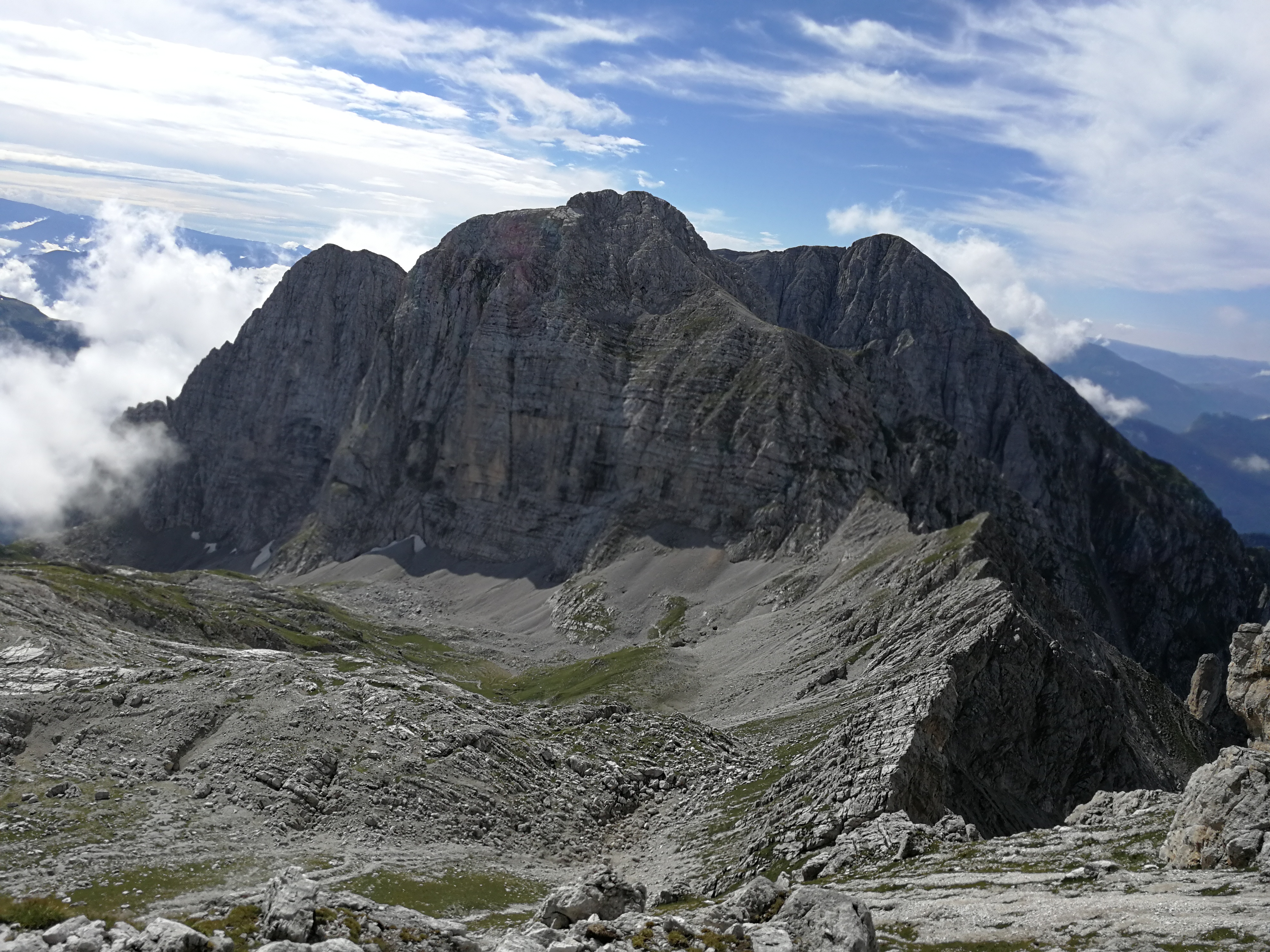
Die Nordostseite des Dos Dalun mit der Cima di Ghez rechts dahinter
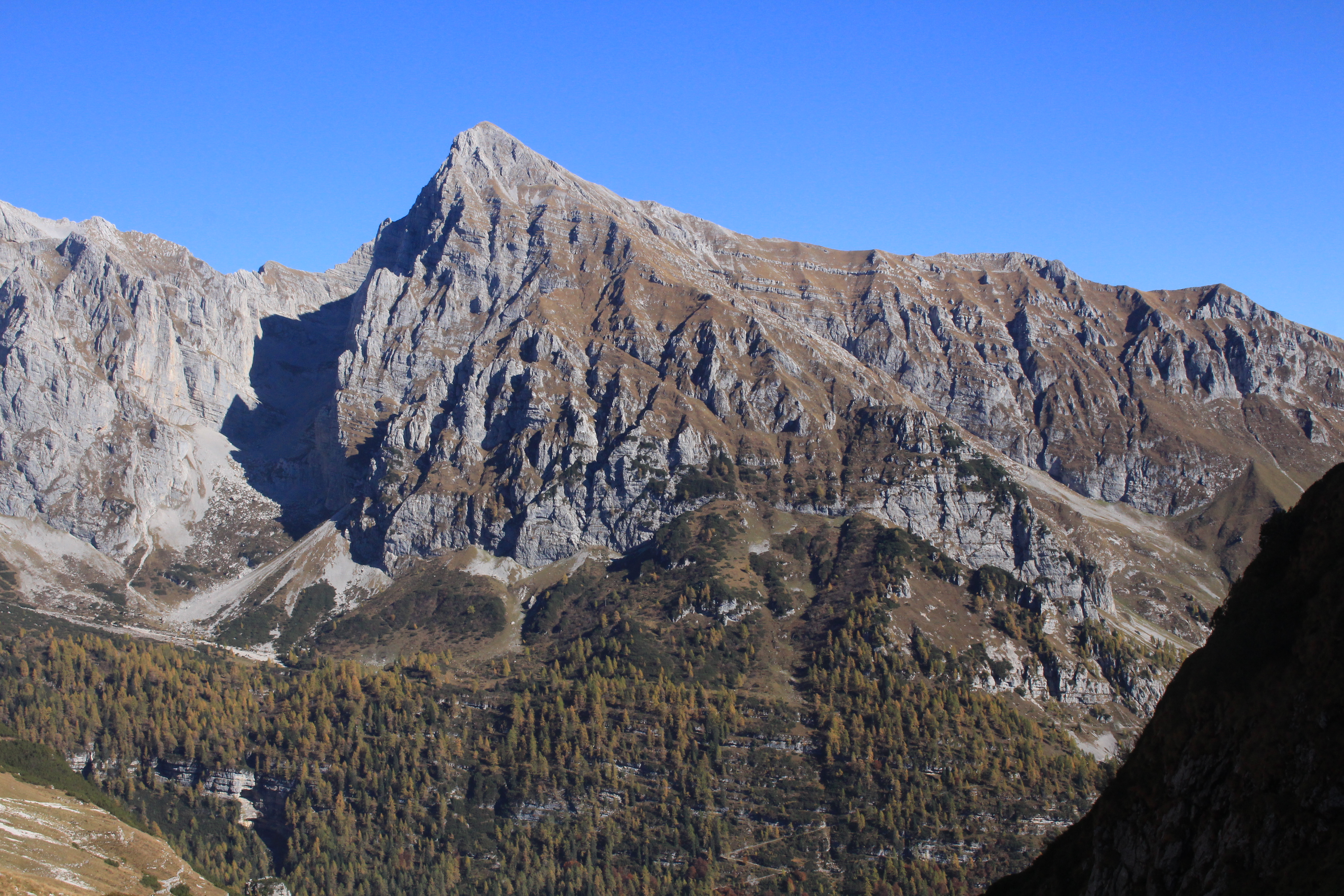
Die Cima di Ghez

### Gipfel
- Cima di Ghez, 2713 m
- Dos di Dalun, 2680 m
- Piccolo Dos di Dalun, 2583 m
- Torrione Dallago, 2568 m
- Doss delle Saette, 2246 m

### Geologie
Die Ghez-Gruppe setzt sich aus verschiedenen Kalkstein-Formationen zusammen. Letztere gehören der Gruppe der Graukalke an und konzentrieren sich auf die Rotzo- und Monte-Zugna-Formation sowie auf den Loppio-Oolith. Sie sind jünger als der Dolomia Principale in der Hauptkette der Brenta und reichen vom Rhaetium in der Obertrias bis zum Pliensbachium im Unterjura.

## Alpinismus
Von alpinistischen Interesse sind in der Ghez-Gruppe lediglich der Dos di Dalun und die Cima di Ghez, deren hohe, imposante West- und Ostwände einige schwierige Routen im Schwierigkeitsgrad V und VI bieten.
Die erste dokumentierte alpinistische Besteigung in der Gruppe gelang am 7. August 1893 dem Grazer Adolf Gstirner mit seinem Bergführer Matteo Nicolussi aus Molveno mit der Erstbesteigung des Dos di Dalun. Nicolussi hatte bereits 1864 John Ball bei der ersten Ost-West-Überschreitung der Brenta über die Bocca di Brenta geführt. Ihm gelangen als Bergführer unter anderem auch die Erstbesteigungen der Cima Brenta Alta (1880), der Cima Brenta Bassa (1882), des Torre di Brenta (1882) und des Crozzon di Brenta (1884).
Ettore Castiglioni und Bruno Detassis gelang 1933 die Erstbegehung der Nordwand des Dos di Dalun im Schwierigkeitsgrad V. 1938 wurde im Gedenken an den an der Marmolata verunglückten Alpinisten, Adrianno Dallago, ein östlich des Dos di Dalun knapp 2600 m hoher Felsturm Torrione Dallago benannt. Die Nordwand des Felsturms wurde im August 1938 in einer Dreierseilschaft mit Bruno Detassis erstbegangen.
Als Stützpunkte für Begehungen in der Ghez-Gruppe kommen die Agostini-, die Cacciatore- und die Pedrotti-Hütte in Frage.